# ديريك كروفورد
ديريك كروفورد (بالإنجليزية: Derrick Crawford)‏ هو لاعب كرة قدم أمريكية أمريكي، ولد في 13 سبتمبر 1979 في أفون بارك في الولايات المتحدة.